# Dimi (zangeres)
Dimiria Hapsari, bekend onder de naam Dimi, (9 april 1980 ) is een Indonesische zangeres.
Op 18-jarige leeftijd nam Dimi deel aan de zangwedstrijd Asia Bagus Singapore. In 2005 voegde ze zich bij de Indonesische jazzpopband Maliq & D'Essentials als achtergrondzangeres. In die periode overwoog ze al een solo-debuutalbum te laten uitbrengen, maar haar producer ried haar dit af. In 2006 verliet ze Maliq & D'Essentials, en richtte ze zich op haar solocarrière. Begin 2008 verscheen haar eerste album "Yours", waarop liederen staan in het popgenre met jazzinvloeden. De teksten zijn overwegend in het Indonesisch, maar het album bevat ook enkele Engelstalige nummers. Bij de productie van het album heeft Dimi hulp gekregen van bekende namen uit zowel de Indonesische als de internationale muziekwereld, onder anderen Indra Lesmana en Eric Benét.

## Discografie
Album:
- Yours (2008)

Singles:
- Tonight (2008)
- Absence (2008)